# Kill 'Em All
Kill 'Em All este albumul de debut al formației americane de heavy metal, Metallica, lansat pe 25 iulie 1983, de către casa de discuri independente, Megaforce Records. "Kill 'Em All" este considerat un album de vârf pentru thrash metal, datorită muzicii sale precise, care îmbină noua undă de riff-uri britanice de heavy metal cu ritmuri hardcore punk. Abordarea și versurile muzicale ale albumului au fost semnificativ diferite de curentul rock al începutului anilor 1980 și au inspirat o mulțime de trupe care au urmat în mod similar. Albumul nu a intrat în Billboard 200 până în anul 1986, când a atins locul 155, în urma succesului comercial al lui Metallica cu cel de-al treilea album de studio „Master of Puppets”; Reeditarea casei de discuri Elektra din 1988 a atins locul 120. „Kill 'Em All” a fost lăudat critic la momentul lansării și în retrospectivă și a fost plasată pe cele mai bune liste de albume ale unor publicații.

## Lista cântecelor
Toate versurile sunt scrise de James Hetfield, cu excepția cazului în care sunt menționate. Piesele bonus de la relansarea din 1988 au fost inițial înregistrate ca părți B pentru single-ul „Creeping Death” în 1984, mai târziu cunoscut sub numele de "Garage Days Revisited" și ulterior vor apărea pe albumul de compilare Garage Inc. din 1998. Piesele bonus de pe reeditarea digitală, care au înlocuit piesele bonus originale, au fost înregistrate în direct la Seattle Coliseum, Seattle, Washington, pe 29 și 30 august 1989, iar ulterior au apărut pe albumul live "Live Shit: Binge & Purge" din 1993.

### Partea 1
1. Hit the Lights - 4:17
2. The Four Horsemen - 7:13
3. Motorbreath - 3:08
4. Jump in the Fire - 4:42
5. Anesthesia (Pulling Teeth) - 4:15
6. Whiplash - 4:09

### Partea 2
1. Phantom Lord - 5:02
2. No Remorse - 6:27
3. Seek & Destroy - 6:56
4. Metal Militia - 5:11

## Personal
Creditele sunt adaptate din notele de linie ale albumului.
Metallica
- James Hetfield - voce, chitară ritmică
- Kirk Hammett - chitară principală
- Cliff Burton - chitară bas
- Lars Ulrich - tobe
- *Jason Newsted - chitară bas, vocal pe piesele bonus de relansare digitală

Producție
- Paul Curcio - producător
- Jon Zazula - producător executiv
- Chris Bubacz - inginer
- Andy Wroblewski - inginer asistent
- Bob Ludwig - stăpânire
- Alex Perialas - stăpânire
- George Marino - remasterizare